# Morten Rune Nielsen
Morten Rune Nielsen (født 12. april 1973) er en tidligere dansk landsholdspiller i rugby. Han har spillet for Frederiksberg Rugby Klub, og han er med 64 kampe den spiller, som har spillet flest landskampe for Danmarks landshold. Han nåede også at spille for det skotske hold Royal High Corstorphine RFC fra Edinburgh.
Efter sin karriere som professionel spiller blev han som træner for Syvmands rugby landsholdet fra 2011 til 2014. Hans sidste kamp som træner foregik i august 2014. Han var dog fortsat involveret i U19 landsholdet. Siden har han fungeret som kommentator på rugbykampe på TV3.
Han er uddannet i kemi på Syddansk Universitet.